# 포치와 발명 피카친 키트
《포치와 발명 피카친 키트》(ポチっと発明ピカちんキット)는 OLM, 신에이 동화에서 제작한 일본의 애니메이션이다. 일본의 TV 도쿄 계열에서 2018년 1월 6일부터 2020년 3월 28일까지 방영된, 대한민국에서는 투니버스에서 같은 해 9월 10일부터  《유레카! 발명왕 키트》라는 이름으로 1~59화는 11월 26일까지는 매주 월요일 오후 6시에 방영했고, 12월 3일부터 2019년 7월 1일까지는 30분 앞당겨 매주 월요일 오후 5시 30분에 방영했다. 60~85화는 같은 해 12월 16일부터 2020년 3월 9일까지 매주 월요일 밤 9시에 방영했으며, 86~113화(최종화)까지는 같은 해 10월 25일부터 매주 일요일 저녁 6시에 방영되었다.

## 방송 일시
| 방송 채널                        | 방송일                         | 방송 시간               |
| -------------------------------- | ------------------------------ | ----------------------- |
| TV 도쿄                          | 2018년 1월 6일~2020년 3월 28일 | 토 오전 9시 30분 ~ 10시 |
| 투니버스                         | 2018년 9월 10일~2019년 7월 1일 | 월 저녁 6시             |
| 투니버스                         | 2018년 9월 10일~11월 26일      | 월 저녁 6시             |
| 투니버스                         | 2018년 12월 3일~2019년 7월 1일 | 월 저녁 5시 30분        |
| 투니버스                         |                                |                         |
| 2019년 12월 16일~2020년 3월 9일  | 월 밤 9시                      |                         |
| 2020년 10월 25일~2021년 1월 24일 | 일 저녁 6시                    |                         |

## 개요
반다이에서 발매되고 있는 동명의 프라모델 시리즈와 연동한 텔레비전 프로그램. 전반은 애니메이션, 후반은 버라이어티 프로그램 「피카칭즈」가 방송된다. 애니메이션 내에는 실제 발매되는 「피카칭 키트」와 비슷한 것이 등장한다.

## 우리말 목소리 출연
- 정선혜: 토마
- 류점희: 포치
- 김명준: 주노, 배지 영감
- 심규혁: 해키
- 조경이: 아이린
- 소정환: 지오, 내레이션
- 김선혜: 러키, 베이비록, 레나 엄마, 세나
- 이새벽: 레나
- 최지훈: 제임스, 파워 점보, 스틸 영감
- 송준석: 백과사전, 레나 아빠
- 이자명:  파티, 토마 엄마
- 김기흥: 듀크, 다크 듀크
- 이정구: 셜록
- 임윤선: 아이
- 김정훈: 토마 아빠, 크래커, 닥
- 권성혁: 골든 포치, 배지왕
- 김신우: 제트 울프
- 박성태: 느리지온, 주노 아빠, 복제 하로
- 정유정: 다컹크, 배지 할멈
- 김영은: 날스
- 김지율: 찌리리
- 이계윤: 다크 포치
- 김가령: 레카봇
- 손종환: 트레져 꿀
- 최승훈: 마이클J
- 신용우: 첫째, 돈 트리오, 벤자민
- 홍범기: 징어P, 마이크
- 강호철: 알랭 드론
- 김채하: 프로펠, 날스 부인
- 한신: 로니, 스틸거
- 안영미: 라니
- 김광국: 고든
- 현경수: 윌버
- 김영찬: 오빌
- 시영준: 제시
- 여윤미: 야미
- 방연지: 구구
- 이호산: 키드
- 이주창: 킹 버그맨
- 여민정: 배지 여왕
- 김다올: 선생님, 아뜨더지, 레오 할아버지
- 유영: 벨, 지오 엄마, 아폴로 동생, 마린, 날스 아들, 하로
- 박시윤: 레오, 러키 동생, 명랑더지, 제리, 도치메탈, 토실
- 홍승효: 박사, 지오 아빠, 휴지통맨, 제논
- 강새봄: 지오 동생, 쿨쿨더지, 주노 엄마, 메모링, 테디롱, 지지
- 김도희: 러키 엄마, 아이린 친구, 레토, 어린 알랭
- 강성우: 시크더지, 러키 아빠, 패러티, 레오 아빠, 호세
- 이상호: 개구더지, 아폴로 형, 맥스, TR-2Z

## 한국판 방영 목록
| 회차           | 제목                                                                    | 방송 일자        |
| -------------- | ----------------------------------------------------------------------- | ---------------- |
| 1화            | 유레카! 레볼루션 타임!몰래 몰래 컨닝 안경                               | 2018년 9월 10일  |
| 2화            | 스파이 부엉이 제임스사라진 포치!                                        | 2018년 9월 10일  |
| 3화            | 뿌려 뿌려 맛가루 메이커레나의 습격!                                     | 2018년 9월 17일  |
| 4화            | 미식가 너구리 파티러키의 당첨 비밀!                                     | 2018년 9월 17일  |
| 5화            | 속닥속닥 전화기토마, 도깨비가 되다!                                     | 2018년 9월 24일  |
| 6화            | 두더지즈V초영감♥초콜릿 교실                                             | 2018년 9월 24일  |
| 7화            | 쓱싹쓱싹 지우개 청소기상자 자판기를 만들자!                             | 2018년 10월 1일  |
| 8화            | 청소부 까마귀 듀크레나의 깜짝 생일파티                                  | 2018년 10월 1일  |
| 9화            | Lock! 마이 자물쇠철컥 철컥! 전부 잠그자!                                | 2018년 10월 8일  |
| 10화           | 멍탐정 아르마딜로 셜록비밀 탐정수첩!                                    | 2018년 10월 8일  |
| 11화           | 쉿, 비밀이야! 시크릿 펜카멜리온 파자마로 늦잠자기                       | 2018년 10월 15일 |
| 12화           | 냥이 에이전트 아이스티커로 깜짝 대작전!                                 | 2018년 10월 15일 |
| 13화           | 골든 포치 등장!                                                         | 2018년 10월 22일 |
| 14화           | 전학생은 반짝반짝 아이돌!                                               | 2018년 10월 22일 |
| 15화           | 스캔들 카멜레온 느리지온질 수 없는 지우개 싸움                          | 2018년 10월 29일 |
| 16화           | 황금연휴! 발명왕 키트 총집합!                                           | 2018년 11월 5일  |
| 17화           | 냄새가 솔솔?! 스멜 건! 토마 구출 대작전!                                | 2018년 11월 5일  |
| 18화           | 폭풍 스컹크 다컹크깜짝! 깜놀 버거                                       | 2018년 11월 12일 |
| 19화           | 팡!! 놀랐지? 깜놀캔두근두근! 사랑의 조개잡이 배틀                       | 2018년 11월 12일 |
| 20화           | 스네이크 크래커 대령서바이벌! 통조림의 비밀                             | 2018년 11월 19일 |
| 21화           | Go! 날아라! 종이비행기 슈터!울프 vs 포치 에어레이스 대결!               | 2018년 11월 19일 |
| 22화           | 시공점프 날다람쥐 날스포치, 사랑에 빠지다?!                             | 2018년 11월 26일 |
| 23화           | 돌려돌려 발전기계산기 황제의 전설!                                      | 2018년 11월 26일 |
| 24화           | 일레트릭 메기 찌리리다크 포치 등장!                                     | 2018년 12월 3일  |
| 25화           | 발명왕 로봇을 쫓아라!                                                   | 2018년 12월 3일  |
| 26화           | 찾았다! 보물 탐지기뱅글뱅글 뽑기! 레카봇입니다!                         | 2018년 12월 10일 |
| 27화           | 보물 사냥꾼 트레져 꿀레나의 비밀                                        | 2018년 12월 10일 |
| 28화           | 주노의 마이 자물쇠포치, 주노의 파트너가 되다?!                          | 2018년 12월 17일 |
| 29화           | 진실 or 거짓! 거짓말 탐지기에이전트 토마2                               | 2018년 12월 17일 |
| 30화           | 거짓말 감정사 여우 마이클J발명왕 키트로 담력시험!                       | 2018년 12월 24일 |
| 31화           | 다크 포치의 역습사나이의 과자가게 배틀                                  | 2018년 12월 24일 |
| 32화           | 한여름의 모험왕 토마골든 유레카데미 상을 노려라!                        | 2018년 12월 31일 |
| 33화           | 목소리 체인지 마이크우산왕, 엄브렐러 등장!                              | 2018년 12월 31일 |
| 34화           | 흉내 천재 앵무새 패러티다 함께 숙제하기 대작전!                         | 2019년 1월 7일   |
| 35화           | 젤리젤리 메이커진정한 초영감                                            | 2019년 1월 14일  |
| 36화           | 젤리 너구리 제리감자 감자 감자칩                                        | 2019년 1월 21일  |
| 37화           | 주노의 보물 탐지기레카봇의 중간 점검임미다                              | 2019년 1월 28일  |
| 38화           | 휴지통 경보기싸워라, 우주 전쟁!                                         | 2019년 2월 4일   |
| 39화           | 달려라! 히어로 박쥐 휴지통맨휴지통맨 리턴즈                             | 2019년 2월 11일  |
| 40화           | 우리끼리 속닥속닥! 비밀대화 워치뭐든지 잘라라, 잘라!                    | 2019년 2월 18일  |
| 41화           | 아폴로 형제, 달에 가다발명왕 백과사전, 도둑 맞다!                       | 2019년 2월 25일  |
| 42화           | 초영감 핼러윈한밤중의 발명왕 프로레슬링! 제 1탄                         | 2019년 3월 4일   |
| 43화           | 거꾸로 스파이 암호한밤중의 발명왕 프로레슬링! 제 2탄                    | 2019년 3월 11일  |
| 44화           | 말린 오징어 징어P레카봇의 게임 평가임미다                               | 2019년 3월 18일  |
| 45화           | 초영감! 발명왕 드론!                                                    | 2019년 3월 25일  |
| 46화           | 초 특훈! 발명왕 드론!!                                                  | 2019년 4월 1일   |
| 47화           | 초 대결! 발명왕 드론!!닌자 포치린                                       | 2019년 4월 8일   |
| 48화           | 초 결전! 발명왕 드론!!주노의 립싱크 대작전                              | 2019년 4월 15일  |
| 49화           | 커스텀 슈퍼 닥터 포치토마 발명왕 드론 컴퍼니                            | 2019년 4월 22일  |
| 50화           | 산타 만나기 대작전!                                                     | 2019년 4월 29일  |
| 51화           | 게임 저금통설날이다! 발명왕 주사위 게임                                 | 2019년 5월 6일   |
| 52화           | 발명왕 키트 삼세판 승부토마 vs 커스텀 사천왕                            | 2019년 5월 13일  |
| 53화           | 유레카 해결! 발명왕 경찰서 24시눈이 번쩍! 발명왕 퀴즈                   | 2019년 5월 20일  |
| 54화           | 두근두근! 맛가루 룰렛포치, 머리가 없어지다                              | 2019년 5월 27일  |
| 55화           | 토마야, 안녕파티, 꿈의 쇼핑                                             | 2019년 6월 3일   |
| 56화           | 프로그래밍 대작전!발명왕 로봇 연맹에 들어갈래                           | 2019년 6월 10일  |
| 57화           | 스파이 토마 대작전!눈이 번쩍! 발명왕 퀴즈 2탄                           | 2019년 6월 17일  |
| 58화           | 잠자는 숲속의 아이린공포의 겨울밤                                       | 2019년 6월 24일  |
| 59화           | 토마의 발명왕 고백 대작전!발명왕 로봇의 아이디어 모임                   | 2019년 7월 1일   |
| 60화           | 결정을 만들자!발명왕 로봇들의 일상                                      | 2019년 12월 16일 |
| 61화           | 토마 인 블랙눈이 번쩍! 발명왕 퀴즈 3탄                                  | 2019년 12월 16일 |
| 62화           | 토마, 초영감을 잃다?!러키의 당첨 전설                                   | 2019년 12월 23일 |
| 63화           | 발명왕 로봇 클래스 교체전!눈이 번쩍! 발명왕 퀴즈 4탄                    | 2019년 12월 23일 |
| 64화           | 하로, 지구에 오다토마의 제비                                            | 2019년 12월 30일 |
| 65화           | 발명왕 트리거 배틀 스타트!                                              | 2019년 12월 30일 |
| 66화           | 개막! 에어라이드 슈터 배틀!쉐킷쉐킷 믹서                                | 2020년 1월 6일   |
| 67화           | 벨의 초영감!트리거 합체! 쉐킷쉐킷 믹서                                  | 2020년 1월 6일   |
| 68화           | 구름 위의 싸움! 스카이랜드 항공!편지 쓰는 남자! 토마                    | 2020년 1월 13일  |
| 69화           | 각성! 머리 안 쓰는 남자!과자로 만든 집                                  | 2020년 1월 13일  |
| 70화           | 하늘을 나는 닌자 3인방!공포의 괴물 미술관                               | 2020년 1월 20일  |
| 71화           | 공격! 에어호넷 팀!눈이 번쩍! 발명왕 퀴즈 5탄                            | 2020년 1월 20일  |
| 72화           | 결승! 라이트 형제 등장하다!같이 우산 쓰기 대작전                        | 2020년 1월 27일  |
| 73화           | 종결! 라이트 형제                                                       | 2020년 1월 27일  |
| 74화           | 개막! 로켓 휠 슈터 배틀!마이 오르골                                     | 2020년 2월 3일   |
| 75화           | 불끈불끈한 남자들의 로망!로맨스를 팝니다                                | 2020년 2월 3일   |
| 76화           | 빠져나가라! 트위스트 바이크!졸음을 날려버리자!                          | 2020년 2월 10일  |
| 77화           | 얼음 위의 싸움! 휠로 컬링을?!괴도 포치                                  | 2020년 2월 10일  |
| 78화           | 결승전! 전설의 총잡이!토마의 레크리에이션 대작전!                       | 2020년 2월 17일  |
| 79화           | 업그레이드! 레벨3 배지!!피크닉에서 커스텀 주먹밥?!                      | 2020년 2월 17일  |
| 80화           | 최강의 물총! 워터 커스텀 슈터!!                                         | 2020년 2월 24일  |
| 81화           | 긴급 사태! 초영감을 뺏기다?!나사를 찾아라                               | 2020년 2월 24일  |
| 82화           | 미지의 적 버그맨!비밀 서랍 드라이버                                     | 2020년 3월 2일   |
| 83화           | 버그맨, 지구 습격!비밀 서랍 박스                                        | 2020년 3월 2일   |
| 84화           | 마지막 전쟁! 킹 버그맨!페트병 온도계를 만들자!                          | 2020년 3월 9일   |
| 85화           | 킹 버그맨의 최후!얼음을 만들어라!!                                      | 2020년 3월 9일   |
| 86화           | 금지된 발명왕 키트 스틸거                                               | 2020년 10월 25일 |
| 87화           | 스틸당한 아이돌!레카봇의 구멍!                                          | 2020년 10월 25일 |
| 88화           | 발명왕 로봇의 반격!베이비의 탄생!                                       | 2020년 11월 1일  |
| 89화           | 금지된 장난눈이 번쩍! 발명왕 퀴즈 6탄                                   | 2020년 11월 1일  |
| 90화           | 빅토리 배지를 되찾아라!포치와 렛츠 훈제                                 | 2020년 11월 8일  |
| 91화           | 탄생! 완전체 스틸거섞어라! 타르트 맛가루                                | 2020년 11월 8일  |
| 92화           | 스틸거의 발명왕 로봇 입단 테스트외전! 돈 트리오의 스틸 이야기           | 2020년 11월 15일 |
| 93화           | 스틸 당한 시크릿 펜코털 자르기 대작전                                   | 2020년 11월 15일 |
| 94화           | 제로제로 토마, 골드 트리거를 가진 남자5살 꼬마의 습격! 베이비시터 배틀! | 2020년 11월 22일 |
| 95화           | 미래의 발명왕 키트고양이가 된 포치                                      | 2020년 11월 22일 |
| 96화           | 낚아라! 드론 낚시빈 집을 지켜라! 나 홀로 포치                           | 2020년 11월 29일 |
| 97화           | 신나는 DJ! 발명왕 배지를 리믹스!                                        | 2020년 11월 29일 |
| 98화           | 올라가자! 배지 타워수수께끼의 메시지 카드                               | 2020년 12월 6일  |
| 99화           | 두 번째 사천왕! 그 이름은 배지맨글쓰기 미스를 찾아라                    | 2020년 12월 6일  |
| 100화          | 필살! 포치레카베로스춤추며 자란다! 플라워 리믹스                        | 2020년 12월 13일 |
| 101화          | 음속의 아이돌! 배지스타순록 끌어내기 작전!                              | 2020년 12월 13일 |
| 102화          | 배지왕의 비밀 계획팀 결성?! 벨과 레나                                   | 2020년 12월 20일 |
| 103화          | 마지막 사천왕! 배지여왕발명왕 키트로 타피오카를!                        | 2020년 12월 20일 |
| 104화          | 하늘의 결전! 가자, 최상층으로수수께끼의 타깃                            | 2020년 12월 27일 |
| 105화          | 지구를 구해라! 마지막 배지 배틀!                                        | 2020년 12월 27일 |
| 106화          | 러브스토리는 발명왕에게! 전편변신! 도깨비 패닉!                         | 2021년 1월 3일   |
| 107화          | 러브스토리는 발명왕에게! 후편발명왕 눈싸움                              | 2021년 1월 3일   |
| 108화          | 해피 키트를 발명하자!독감 따위는 무섭지 않아!                           | 2021년 1월 10일  |
| 109화          | 신나게! 리믹스 대결토마의 와글와글 안경                                 | 2021년 1월 10일  |
| 110화          | 아버지를 넘어라! 레오의 초영감 부자 배틀주노의 에코 마이크              | 2021년 1월 17일  |
| 111화          | 새로운 화이트데이의 초영감!결성! 발명벤져스                             | 2021년 1월 17일  |
| 112화          | 초영감의 스타트 라인초영감 개조 프라모델 콘테스트                       | 2021년 1월 24일  |
| 최종화 (113화) | 첫 번째 초영감                                                          | 2021년 1월 24일  |

## 관련 서적
- 필름북은 대원씨아이(대원키즈)에서 나오고 있으며, 2019년 2월 기준으로 2권(총 8화)이 나왔다.
- 그 외에도 스티커 색칠놀이, 호기심 스티커북 스티커 미니북 등이 나오고 있다.

### 필름북 발매 일자
| 회차 | 제목                                      | 발행 일자        |
| ---- | ----------------------------------------- | ---------------- |
| 1화  | 유레카! 레볼루션 타임!몰래 몰래 커닝 안경 | 2018년 12월 10일 |
| 2화  | 스파이 부엉이 제임스사라진 포치           | 2018년 12월 10일 |
| 3화  | 맛가루 메이커레나의 습격!                 | 2018년 12월 10일 |
| 4화  | 미식가 너구리 파티러키의 당첨 비밀!       | 2018년 12월 10일 |
| 5화  | 속닥속닥 전화기토마, 도깨비 되다!         | 2019년 2월 12일  |
| 6화  | 두더지즈V초영감♥초콜릿 교실               | 2019년 2월 12일  |
| 7화  | 쓱싹쓱싹 지우개 청소기자판기를 만들자!    | 2019년 2월 12일  |
| 8화  | 청소부 까마귀 듀크레나의 깜짝 생일 파티   | 2019년 2월 12일  |